# Кукла
Ку́кла — объект (фигура) в виде человека или животного, сделанный из ткани, бумаги, дерева, фарфора, пластика или других материалов.
Слово «кукла» используется и в переносном смысле. В «Толковом словаре живого великорусского языка» Даля: «Кукла: — щеголеватая, но глупая и раздетая женщина». Традиционные куклы из таких материалов, как глина и дерево, встречаются в Америке, Азии, Африке и Европе. Самые ранние задокументированные куклы восходят к древним цивилизациям Египта, Греции и Рима. Они были сделаны как грубые, рудиментарные игрушки, а также сложные произведения искусства. Современное производство кукол уходит своими корнями в Германию с XV века. С индустриализацией и появлением новых материалов, таких как фарфор и пластик, куклы производились все более массово. В течение XX века куклы становились все более популярными предметами коллекционирования.

## История кукол
Куклы известны человечеству с древних времён. На территории Евразии находят мелкую антропоморфную пластику, созданную около 40 тысяч лет назад. Куклы наиболее близки с одной стороны языческим идолам и деревянной народной скульптуре, а с другой стороны — маскированным участникам ритуалов. Чёткие аналогии прослеживаются и с антропоморфными крестами. В самом общем смысле кукла — антропоморфный объект, созданный для определённых манипуляций. Все куклы можно условно разделить на обрядовые и внеобрядовые, но первоначально куклы возникли и существовали в непосредственной связи с сакральным.
В старинных народных игрищах или религиозных обрядах куклы исполняют культовые функции: «Коза» в рождественских обрядах, соломенное чучело на Масленицу, «Конь» на Светлой или Русальной неделях.
Древнеславянские куклы были оберегами. Традиционная кукла изначально служила для совершения определённого обряда, выступала как символ дня, или новый этап в жизни человека. Таких кукол шили девочкам в период их физиологического созревания. Зольных кукол изготавливали из золы родительского очага и отдавали в приданое невесте. Ярко выраженная грудь зольной куклы была знаком материнства, многодетности, плодородия. Кукла-куватка в колыбели младенца оберегала ребёнка от злых духов, болезней. Когда человек заболевал, ему в постель на ночь клали красивую куклу, чтобы болезнь перешла в неё. После чего куклу сжигали. Куклу могли положить умершему в гроб. Кукла-заместитель могла находиться в доме умершего, чтобы облегчить расставание близким людям. Куклу Спиридона-солнцеворота (солярная символика) сжигали в период прибывания дня, 24—25 декабря (по новому стилю). Для народных гуляний, аграрных и прочих обрядов делали кукол в человеческий рост. Считается, что именно отсюда берёт начало народный, кукольный театр.
В XIX веке в городах куклы были очень ценными, и их хранили в шкафах. Позже[когда?] появились куклы из папье-маше. Они стали более доступны широкой публике, чем куклы до этого.

## Виды кукол
На сегодняшний день самой органичной и всеохватывающей, особенно ясной и логичной считается концепция, изложенная знаменитым философом и культурологом Ю.Лотманом в его классической статье «Куклы в системе культуры», в которой он предлагает отталкиваться от «мобильности» куклы. Он разделил кукол на 2 большие группы («исходный материал мифологии куклы»):
1. Куклы как игрушки — отличаются способностью двигаться и быть объектом игр и других манипуляций. К этой группе могут относиться:
- Куклы-игрушки — разнятся как по внешнему виду (неваляшки, матрёшки, парижанки Брю, фландрские куклы, куклы из тыквы-горлянки и т. д.), так и по степени сложности (кукла-ветка аборигенов Австралии и современная механическая кукла), по традиции и месту происхождения (городская, народная, кустарная), по материалу изготовления (дерево, целлулоид, керамика, фарфор, гипс, ткань и т. д.) и по функциональности (кукла-погремушка, кукла-ребенок, кукла-подушка и т. д.).
- Театральные куклы — если кукла-игрушка — это образ человека вообще, то театральная — модель актёра, наиболее близка к актёру кукла-марионетка.
- Обрядовые куклы — самые древние куклы, явились источником как кукол-игрушек, так и театральных кукол[источник?]. Они выполняли функции талисманов-оберегов, а также были средством передачи детям верования и культуры народа.
- Куклы для шествий — это большие куклы, предназначенные для процессий (раньше — религиозных, потом — политических), они тоже выполняют магическую роль.
- Утилитарные куклы — те, которые имеют подчиненное значение, например куклы-погремушки, баба на чайник и прочие предметы бытового назначения (солонки, прихватки, посохи, сосуды и т. д., сделанные в форме кукол).

2. Куклы как модели, то есть куклы для упражнения, для украшения, обычно статичные, неперемещаемые и не задействованные в игре или действии. Это могут быть:
- Интерьерно-экстерьерные — пугало, восковая кукла, салонная кукла (авторская, уникальная, дорогая, на 1 месте — эстетическое значение, в России исчезли после 1917 года, возрождаются сейчас).
- Витринные — манекены.
- Сувенирные — знак страны производства, распространена в странах массового туризма, произошли от этнических кукол.
- Коллекционные — уникальные куклы, изначально задуманные и выполненные для пополнения частной коллекции — самый молодой вид кукол.
- Музейные — сюда включаются любые виды кукол, независимо от целей их создания.

Три последние когда-то были игрушками, но перешли в пассивную категорию. Коллекции строятся на разных аспектах — имени кукольного мастера (куклы Брю), школе производства (французская, немецкая, английская…), типологии (манекен, bebe …), на анатомии (куклы на каркаче, на шарнирах, на веревочках …) и даже типах глаз, выражении лица, мимике… Коллекционирование старше музейных собраний.
Тем не менее, в обыденной жизни они выполняют функции бытовых кукол-игрушек или сувенирных кукол. Также кукол используют как талисманы. В торговом деле — функцию кукол-манекенов[уточнить].
На охоте применяется одна из разновидностей производственных кукол. В частности, «подсадные» деревянные куклы для приманивания настоящих диких уток. Бывают и «куклы-обманки». То есть якобы пачки денег, а на самом деле простой бумаги, вложенной между верхними и нижними настоящими денежными купюрами.
Особые позиции в искусстве занимают куклы-актеры. Это название сразу же дает понять, что куклы-актеры причастны к актёрскому искусству. Кукол-актеров используют как средства для изображения персонажей в различных спектаклях, кинофильмах, телепрограммах, карнавальных шествиях. Впервые это название использовал С. В. Образцов в 1938 году в названии одной из глав своей книги «Актёр с куклой». Они могут быть привязаны на нитки (куклы-марионетки), а могут просто одеваться на руку человека. С помощью них показывают спектакли как для детей, так и для взрослых.
С помощью таких кукол создаются пространственно-временные образы персонажей в кукольных и не кукольных спектаклях, эстрадных миниатюрах, кинофильмах и в других аналогичных произведениях. Куклы-актеры управляются и приводятся в движение обычно актёрами-людьми, а иногда автоматическими механическими и механически-электронными устройствами. Также стали делать и говорящих, и ходящих кукол, они получили название автоматических кукол или кукол-роботов.
Куклы-актёры подразделяются на виды. Существуют такой тип кукол, как марионетки. Они привязаны на ниточках или лесках и управляются сверху. Их движения получаются очень правдоподобными. В театрах также используют планшетные куклы, которые управляются с помощью планшетов. Они управляются с помощью рукояток, которые прикреплены к голове и к другим частям тела. Существуют и пальчиковые куклы, которые можно использовать в домашних условиях. Их можно сделать даже из бумаги, предварительно разрисовав их и надеть на пальцы. А можно просто разрисовать пальцы фломастером или краской. Также часто используют перчатки.

## Кукла как детская игрушка
Кукла — игрушка обычно изображает человека или животное. Однако кукла-игрушка может не изображать, а только обозначать какое-либо настоящее или воображаемое (фантастическое) существо. Например, для ребёнка, который скачет верхом на прутике (палке), этот прутик обозначает его коня.
Куклы как детские игрушки возникли (вернее превратились в кукол из изображений духов, божков и т. д. или наоборот) ещё в доисторические времена. По форме они были довольно примитивными, а изображали и/или обозначали внешность людей или иных живых существ.
Но довольно сложные и художественно доброкачественные куклы-игрушки появились достаточно поздно. Материалом для их изготовления служили фарфор, дерево или ценные металлы, поэтому стоили они достаточно дорого. Иногда часть куклы, для удешевления, делалась тряпичной. Впрочем, деревенские девочки заворачивали полено в тряпицу и убаюкивали их как обычных кукол-игрушек в виде человеческих изображений.
В XIX веке купить куклу могли позволить себе только очень богатые люди. Их хранили в специальных шкафах или кукольных домах. Механическая же кукла являлась раритетом и настоящей драгоценностью. С появлением папье-маше кукол стали делать из этого материала и стоимость их резко снизилась. Появились различные виды кукол: говорящие или плачущие, ходящие.
После того, как развилась химическая и полимерная промышленность, кукол стали изготовлять и из полимерных материалов, ассортимент их резко увеличился, их производство было пущено на поток. Среди современных кукол широко известны пупсы, Барби и её свита. Существуют целые кукольные народы, например Cabbage Patch Kids (детишки с капустной грядки). Многие современные куклы, как и прочие игрушки, являются электронными устройствами.
Часто кукол изготовляют в рекламных целях или как сувенир: куклы в национальных костюмах, куклы-символы (талисманы) каких-либо мероприятий, гигантские куклы в диснейлендах или магазинах.
Во многих странах куклы, которые продают туристам, являются серьёзным источником дохода. Например, некоторые японские деревянные куклы кокэси издают забавный звук, если им поворачивать голову. В Испании, Италии и в латиноамериканских странах во время карнавалов продают кукол, точно имитирующих тело человека (иногда даже вульгарно и эпатирующе) и одетых в карнавальные костюмы.

### Бумажные куклы
Впервые бумажную куклу представили в Лондоне в 1791 году — это была женская фигурка около 20 см с набором одежды. Изначально «Английскую куклу» использовали только модистки для демонстрации новых моделей одежды, но в начале 19 века бумажные куклы стали игрушками.
В 1810 году в Лондоне появилась первая печатная бумажная кукла «Little Funny». Публика приняла идею, и в 1830 году начался промышленный выпуск бумажных кукол, сделав их более доступными. Фабрики из разных стран занялись выпуском альбомов для бумажного моделирования с разнообразными фигурами для вырезания. Одни предлагали вырезать одежду и куклу, другие — собрать героев по частям с нуля. Некоторые куклы были похожи на известных людей.
В 1959 году в женском журнале Godey`s Lady`s Book появилась первая бумажная кукла, напечатанная не в тематическом альбоме. Издатели приложили к ней готовый вариант костюма и вечернее платье. Спрос на журнал значительно увеличился. Позже идею подхватили другие периодические издания, и бумажные куклы для вырезания стали регулярно появляться на страницах газет и журналов.

## Кукла (кукла-актер) и персонаж спектакля
В каждом регионе мира и даже каждой стране имеются свои излюбленные виды кукольных персонажей и кукольных театров: русский Петрушка, английский Панч, турецкий Карагёз и другие.
Гигантские куклы, как доспехи надетые на актёров, давно использовались в балаганных и бродячих цирках, а во второй половине XX века появились в диснейлендах, а затем стали использоваться в массовых театрализованных праздничных представлениях и в произведениях других видов прикладного искусства (например, в сфере рекламы). На них и сейчас большая мода, они частые персонажи детских спектаклей или мероприятий.

## Кукла в искусстве
Куклы являются частыми действующими лицами произведений искусства, сказок, анекдотов, мультфильмов (см. мультфильм «Босоножка и её друзья»).
Благодаря антропоморфной природе куклы в литературных произведениях чаще всего встречаются мотивы «оживления» куклы, превращение из искусственного и неживого в настоящее и живое. Примерами могут служить «Приключения Пиноккио. История деревянной куклы» Карло Коллоди и «Золотой ключик, или Приключения Буратино» А.Толстого.
Также можно вспомнить знаменитого «Щелкунчика», который не только является героем сказки Гофмана и балета П. И. Чайковского, но повлиял на творчество многих писателей и художников.
Тема оживших кукол также лежит в основе сюжетов ещё двух классических балетов: французского балета «Коппелия» (1870) и австрийского одноактного балета «Фея кукол» (Die Puppenfee) 1888 года.
Оживлённые с помощью магии созданные в XIX веке и вновь в очередной раз ожившие в наше время куклы являются главными персонажами японской манги и созданных на её основе аниме «Rozen Maiden».
В волшебных фольклорных сказках кукла чаще всего является такой помощницей главного героя, которая при уважительном отношении к ней помогает советом и делом своему обладателю (например, кукла в сказке «Василиса Прекрасная»). Возможно, в этом отразились древние языческие обряды, когда глиняная, металлическая, костяная или деревянная человеческая или человекоподобная фигурка выполняла роль фетиша или идола.

## Авторская кукла
Особым направлением современного прикладного творчества является создание т. н. авторской куклы.
Авторская кукла чаще всего выполняется в единственном экземпляре, представляет собой плод длительного кропотливого труда. Может иметь портретное сходство с определённым человеком (см. портретная кукла), свой набор одежды и миниатюрных аксессуаров, быть изготовленной, подобно монолитной скульптуре, цельной или иметь шарнирные суставы (см. шарнирная кукла): такой кукле может быть придана практически любая эмоциональная поза.
Авторская кукла предназначена, скорее, для созерцания. Для изготовления авторской куклы существует огромное количество специализированных материалов, разработаны технологии и популярные методики. Сообщества любителей Авторской куклы в интернете насчитывают тысячи человек.
Авторские куклы подразделяются на множество жанров (например, характерная реалистичная кукла, фантазийная кукла, «кукла без куклы» и т. д.), техник исполнения (например, горячий и холодный пластик, фарфор, текстильные куклы и куклы из фоамирана) и по назначению (коллекционные, интерьерные и т. д.).
В последние годы современное искусство авторской куклы породило спрос не только среди коллекционеров, но и искусствоведов, дизайнеров интерьеров, одежды и даже архитекторов. Присутствие авторской куклы в интерьере стало уже давно хорошим тоном и показателем изысканного вкуса обладателей. Во всем мире ежегодно проводятся сотни крупных выставок, посвященных искусству куклы.
К концу 1980-х годов в разных городах СССР были лишь отдельные мастера, создававшие авторских кукол. Среди них были театральные художники, дизайнеры, оформители, а также люди, не имевшие отношения к профессиональному искусству. Не существовало экспертов или коллекционеров декоративных кукол. Принято считать, что у истоков российской кукольной скульптуры и российского кукольного сообщества стоял ленинградец Роман Шустров. Работал он в архаичной технике, использовал натуральные материалы. Первые его работы, предназначенные для демонстрации широкой публике, относятся 1990-е годам.

## Аксессуары для кукол
Самые распространённые аксессуары для кукол — кукольная одежда и кукольные домики.
Кукольная одежда изготавливается из тонких тканей, в отличие от одежды для людей, она часто шьётся без подгибки. Края изделий могут обрабатываться специальным средством, либо не обрабатываться вообще в зависимости от материала и качества изделия. На фирменной кукольной одежде практически всегда присутствуют специальные липучки, позволяющие с лёгкостью её надевать и снимать. Большинство современной кукольной одежды производится в Китае.
Одежда для игровых и коллекционных кукол продаётся большим число интернет-магазинов игрушек, а также любителями рукоделия, которые не только шьют, но и вяжут кукольную одежду, а также делают кукольную обувь, сумочки и прочие аксессуары.
Кукольные домики появились в витринах европейских магазинов для детей с XVII-го века. Первые кукольные домики были сделаны вручную, но после Второй мировой войны их производство стало массовым и они стали более доступными. Детские кукольные домики в течение 20-го века были изготовлены из дерева и пластика. Современные кукольные домики для взрослых коллекционеров обычно делают из дерева.

### Кукольные больницы
Кукольная больница — это мастерская, специализирующаяся на реставрации или ремонте кукол. Кукольные больницы можно найти в разных странах мира. Одна из старейших больниц для кукол была основана в Лиссабоне, Португалия, в 1830 году, а другая в Мельбурне, по общему мнению, первая такая больница в Австралии, была основана в 1888 году. В Соединённых Штатах есть ассоциация докторов кукол. Анри Лоне, который занимается ремонтом кукол в своем магазине на северо-востоке Парижа в течение 43 лет, говорит, что за свою карьеру он отреставрировал более 30 000 кукол. Большинство клиентов не дети, а взрослые в возрасте от 50 до 60 лет. Некоторые бренды кукол, такие как American Girl и Madame Alexander, также предлагают услуги кукольной больницы для своих кукол.

## Музеи кукол

### Беларусь
- Минск — Музей кукол

### Германия
- Ротенбург-об-дер-Таубер — Музей кукол и игрушек

### Россия
- Санкт-Петербург — частный Музей кукол

### Чехия
- Хрудим — Музей кукольных культур